# Antônio Wagner de Moraes
Antônio Wagner de Moraes (* 2. Juni 1966 in Piracicaba) ist ein ehemaliger brasilianischer Fußballspieler und Fußballtrainer.

## Karriere
Wagner begann seine Karriere bei AA Ponte Preta und spielte unter anderem auch bei XV de Jaú, SE Palmeiras und Coritiba FC. 1992 unterschrieb er einen Vertrag beim japanischen Zweitligisten Fujita Industries. 1993 wechselte er zu Otsuka Pharmaceutical. Für Otsuka bestritt er 54 Zweitligaspiele und schoss dabei 36 Tore. 1996 wechselte er zum Erstligisten Kashiwa Reysol. 1997 kehrte er nach Brasilien zurück. Danach spielte er bei EC São José, União Agrícola Barbarense FC, Botafogo FC (SP) und Paulista FC.